# Phaenochitonia tyriotes
Phaenochitonia tyriotes är en fjärilsart som beskrevs av Frederick DuCane Godman och Osbert Salvin 1878. Phaenochitonia tyriotes ingår i släktet Phaenochitonia och familjen Riodinidae. Inga underarter finns listade i Catalogue of Life.